# Gateway (Computerspiel)
Gateway ist ein Computerspiel des US-amerikanischen Spieleentwicklers und Publishers Legend Entertainment. Das Science-Fiction-Textadventure basiert auf der zwischen 1976 und 1985 veröffentlichten Gateway-Trilogie des US-Schriftstellers Frederik Pohl. 1993 erschien mit Gateway II: Homeworld ein Nachfolger.

## Handlung
Ende des 21. Jahrhunderts ist die Erde mit 20 Milliarden Einwohnern deutlich überbevölkert und leidet unter sozialer Ungleichheit. Die Menschheit kolonisiert die Menschheit den Planeten Venus. Unter der Planetenoberfläche wird 2077 ein umfangreiches Tunnelsystem entdeckt, das offenbar 500.000 Jahre zuvor von einer außerirdischen Spezies, den Heechee, angelegt wurde. Es findet sich auch ein intaktes, funktionsfähiges Raumschiff der Heechee, dessen Technologie die Menschen zwar nicht verstehen, die sie aber problemlos nutzen können, um zu einer geheimen, fortan „Gateway“ genannten Weltraumstation der Heechee im Inneren eines zwischen Venus und Mars gelegenen Asteroiden zu gelangen, wo sich ca. 1000 ähnliche Schiffe finden. Vierstellige Codes, die in die Computer der Schiffe eingegeben werden können, transportieren selbige zu vorgegebenen, aber vorher unbekannten Orten des Weltraums. „Prospektoren“ genannte Freiwillige probieren die Codes aus. Etwa 1,5 % der Prospektoren kehren mit am Zielort vorgefundenen Artefakten oder verwertbarem Wissen zurück und erlangen dadurch großen Reichtum.
Der Spieler übernimmt die Rolle eines Abenteurers, der im Dezember 2101 in einer Lotterie ein Prospektoren-Ticket gewonnen hat. Sein Gewinn umfasst einen zehntägigen Aufenthalt im „Gateway“ und eine Einweisung in die Bedienung der Heechee-Raumschiffe. Nach einigen erfolgreichen Missionen zu zufälligen Orten im Weltraum entdeckt der Spieler alte Aufzeichnungen der Heechee, die den Grund für ihr Verschwinden klar werden lassen: Eine aggressive außerirdische Rasse, die „Assassins“ genannt wird. Der Spieler wird von der Verwaltung des Basis-Asteroiden mit einer Geheim-Mission betraut: Er soll mit Hilfe der Heechee-Schiffe fünf Planeten ansteuern, auf denen er alte Kraftfeld-Generatoren der Heechee aktivieren soll, die die Menschheit vor den „Assassins“ schützen sollen. Anschließend muss er sich auf dem Basis-Asteroiden einer finalen Herausforderung stellen.

## Spielprinzip und Technik
Gateway ist ein Textadventure. Das Spiel stellt die jeweilige Spielumgebung sowie das Geschehen in Textform dar, die Visualisierung obliegt größtenteils der Fantasie des Spielers. Das Spiel findet wie bei einem Pen-&-Paper-Rollenspiel zugweise statt. Der Spieler gibt einen Zug als Befehl in natürlicher Sprache ein, wobei er auf die Spielumgebung, computergesteuerte Spielfiguren („NPCs“) oder mit sich geführte Gegenstände („Inventar“) Bezug nimmt. Das Herzstück des Spiels, der Parser, wertet wie der Spielleiter bei einem Pen-&-Paper-Rollenspiel die Eingabe aus, modelliert gegebenenfalls die Spielwelt um, teilt dem Spieler in Textform mit, was sein Zug bewirkt hat. Auf diese Weise kann der Spieler die Spielwelt erforschen, Rätsel lösen und dadurch die Handlung vorantreiben, wobei durch das Lösen bestimmter Rätsel weitere Areale der Spielwelt freigeschaltet werden. In das Spiel integriert ist ein Computerterminal, das Teile der spielinternen Kommunikation steuert und Hintergrundinformationen zur Spielwelt bereitstellt.
Gateway verwendet grafische Elemente als Ergänzung zur textlichen Darstellung des Spielgeschehens. Hauptsächlich geschieht dies durch ein handgezeichnetes Bild der aktuellen Spielumgebung, das in Abhängigkeit vom Spielgeschehen beispielsweise durch das Inventar des Spielers überlagert werden kann. Gängige Befehle und die im aktuellen Raum vorhandenen Spielobjekte sind zudem als Schaltflächen dargestellt, mit deren Hilfe ein großer Teil des Spiels durch Klicken mit der Maus steuerbar ist. Eine interaktive Windrose erleichtert die Navigation innerhalb der Spielwelt. Obwohl Mäuse seit 1984 verbreitet waren und obwohl seit 1991 kabellose Mäuse verfügbar waren, die über Funk mit dem Computer kommunizieren, stellte Legend für Anwender ohne Maus eine alternative Steuerung bereit: Nach Druck auf eine bestimmte Taste konnten die Cursortasten als Mausersatz benutzt werden.
Einzelne Szenen des Spiels werden als bildschirmfüllende Animationen dargestellt. Das Spiel wird, ungewöhnlich für Textadventures, von einem Soundtrack untermalt, der aus MIDI-Stücken besteht.
Gateway ist in drei Teile unterteilt. Teil 1, Gateway Prospector, dient der Einführung in die Technik der Heechee und in das Prospektoren-System. Teil 2, Other Worlds, beinhaltet die Geheimmission und Teil 3, Endgame, deren Finale.

## Entwicklungs- und Veröffentlichungsgeschichte
Der 1919 geborene Science-Fiction-Schriftsteller Frederik Pohl begann seine Karriere zwar gemeinsam mit ihm freundschaftlich verbundenen, konservativen Kollegen wie Isaac Asimov, Robert A. Heinlein oder Arthur C. Clarke, war selbst aber neuen Entwicklungen gegenüber aufgeschlossen. So begrüßte er in den 1960er-Jahren die „New Wave“ von durch die Beat Generation geprägten Science-Fiction-Autoren, schrieb kapitalismus- und konsumkritische Texte und traf mit seinem ersten Gateway-Roman, der unter anderem den Hugo Award, den Nebula Award und den Locus Award gewann, den Nerv der 1970er-Jahre. Seine Nachfolgewerke wurden allerdings als eher mittelmäßig wahrgenommen, so dass sein Stern um 1990 herum merklich verblasst war.
Legend Entertainment stand zu diesem Zeitpunkt vor dem Problem, nicht genügend Kapazitäten für die Produktion neuer Spiele zu haben, die aber zur Umsatzgenerierung dringend gebraucht wurden. Die beiden Autoren des Studios, Bob Bates und Steve Meretzky arbeiteten an Timequest (Bates) bzw. dem Nachfolger des erfolgreichen Spellcasting 101 (Meretzky) und konnten sich beide nicht voll in das Kreativgeschäft einbringen – Bates war gemeinsam mit Mike Verdu Geschäftsführer des Unternehmens, Meretzky hingegen war nur freier Mitarbeiter und arbeitete parallel für Activision an einem Nachfolger zu Leather Goddesses of Phobos. In dieser Situation äußerte Legend-Co-Geschäftsführer Verdu den Wunsch, selbst ein Spiel zu schreiben. Er traute sich nicht zu, eine komplette Spielwelt selbst zu entwerfen, und schlug Bates deshalb vor, eine Literaturvorlage zu lizenzieren. Verdu war Fan von Science-Fiction-Literatur und insbesondere des Gateway-Romans und begeisterte Bates dafür, so dass dieser Kontakt zu Pohl und dessen Verlag Random House aufnahm und eine Lizenz für die Verwertung des Romans als Computerspiel aushandelte. Das Geschäftsmodell von Legend Entertainment, Romane als Adventures zu adaptieren, nahm mit Gateway seinen Anfang.
Pohl war an der Ausgestaltung des Spiels nicht interessiert, so dass Verdu bei der Umsetzung freie Hand hatte. Er teilte das Spiel in drei Teile und holte zwei weitere Angestellte der Firma an Bord, die keine Erfahrung mit dem Design von Spielen hatten: Glen Dahlgren war einer der Programmierer, Michael Lindner einer der Musiker. Dahlgren hatte immerhin in den 1980er-Jahren mehrere Textadventures für die Firma Sundog Systems geschrieben.  Verdu, Lindner und Dahlgren bekamen die Verantwortung für je einen Teil des Spiels überschrieben, während der erfahrene Bates als Supervisor und Mentor fungierte. Für Verdu war die Entwicklung des Spiels laut eigener Aussage eine zentrale Phase seiner Karriere.

„That was one of the best times of my career, turning from a defense-industry executive into a game designer who could write code and bring a game to life. (...) I think that was the most powerful flow state I’ve ever been in. Hours would just evaporate. I’d look up at four in the morning and there’d be nobody in the office: Good God, where did the last eight hours go? It was a wonderful creative process.“

„Der Wechsel vom Angestellten in der Militärbranche zum Gamedesigner, der ein Spiel programmiert und zum Leben erweckt, war eine der besten Phasen meiner Karriere. (...) Der kreative Flow war unglaublich. Die Zeit verging wie im Flug. Ich kam um vier Uhr morgens zu mir, es war niemand mehr im Büro, und ich dachte: Wo waren die letzten acht Stunden hin? Es war eine wundervolle, kreative Zeit.“

Gateway hält sich an die Vorgaben des Pohl’schen Gateway-Universums, erzählt aber eine eigenständige Geschichte. Die Hauptfigur des Romans, Robinette Stetley Broadhead, kommt im Spiel beispielsweise gar nicht vor. Das Hauptaugenmerk beim Spieldesign lag auf der Story und der Atmosphäre des Spiels, die Rätsel als eigentliche Herausforderung für den Spieler hatten dabei eine geringere Priorität. An der Qualitätssicherung war Steve Meretzky beteiligt. Ein Teil der Grafiken der Zwischensequenzen wurde vom Science-Fiction-Illustrator Chris Moore erstellt.
Gateway wurde im Juni 1992 für PCs mit dem Betriebssystem MS-DOS veröffentlicht. Der Spielverpackung eines Teils der Auflage lag ein kostenloses Lösungsheft bei, während solche für andere Adventures in der Regel separat gekauft werden mussten. Das Lösungsheft enthielt ein Vorwort von Frederik Pohl.
Legend Entertainment hatte mit Pohl einen Vertrag über zwei Computerspiele abgeschlossen. Nachdem von Gateway etwa 35.000 Kopien verkauft worden waren, begann die Produktion des Nachfolgespiels Gateway II: Homeworld, das von Verdu und Dahlgren geschrieben wurde.
1996 stellte Legend Entertainment Gateway auf seiner Website zum kostenlosen Download bereit, was zu diesem Zeitpunkt noch einen ungewöhnlichen Distributionsweg darstellte.
2017 veröffentlichte ein anonymer Autor ein Remake des Spiels, das die Texteingaben durch ein Point-and-Click-Interface im Stil späterer Legend-Spiele wie Shannara (1995) ersetzt und mittels der Game-Engine Adventure Game Studio erstellt wurde, wobei auf die Originalgrafiken des Legend-Spiels zurückgegriffen wurde.

## Rezeption

### Zeitgenössische Rezensionen
Gateway erhielt zum größten Teil positive Bewertungen.
Die deutsche ASM lobte, die Story des Spiels sei genau wie die der Romanvorlage „spannend vom Anfang bis zum Ende“. Das Magazin stellte außerdem die „erprobte und gut durchdachte Steuerung“ positiv heraus. Es wertete, Gateway sei ein „erlesener Leckerbissen und unzweifelhaft ein echter Hit“, allerdings ausschließlich für Fans des Genres Textadventure. Für den PC Joker befand Redakteur Carsten Borgmeier, das „bis ins Detail ausgefeilte Gameplay“ des Spiels stecke „voller amüsanter Fallstricke, Nebenquests und Unteraufgaben“. Er bezeichnete die Musikuntermalung als „Geschmackssache“ und kritisierte eine fehlende Automapping-Funktion. Für die Power Play notierte Volker Weitz „Text-Adventure-Unterhaltung auf höchstem Niveau“. Er lobte das Benutzerinterface, die teils animierten Grafiken und den „wunderschönen Jazz- und Space-Soundtrack“, beklagte aber den Verlust des „pubertär-debilen Highschool-Humors“ der Spellcasting-Reihe. Die Play Time lobte, man fühle sich als Spieler nach einer kurzen Eingewöhnungszeit „wie in einem Roman, in dem man den Fortgang der Story selbst bestimmen kann“. Gateway stelle „eine sicherlich interessante Alternative zu den action- und soundüberladenen PC-Games“ dar.
Das US-Magazin Computer Gaming World analysierte den Einfluss von Frederik Pohl auf das Spiel, der sich im Hard-SF-Stil der Asteroiden- und Raumschiff-Szenen sowie in zahlreichen Details wie dem von Spielcharakteren benutzen Slang manifestiere. Dem gegenüber stünden klassische Rätsel, wie sie schon zehn Jahre zuvor in Infocom-Adventures wie Starcross oder Planetfall verwendet worden seien und die dem Spiel die Atmosphäre einer vergangenen Ära verliehen. Das Magazin lobte Grafik, Animationen und Soundtrack des Spiels. Das US-Magazin Computer Games Strategy Plus kritisierte Story und Rätsel des Spiels als „Durchschnittskost“, durch die Ergänzung von Grafik und Musik sei das Spiel aber ein „interessantes Erlebnis“. Das Magazin hielt fest, dass die Rätsel einfacher gestaltet seien als bei früheren Legend-Spielen. Redakteur Greg Ellsworth kritisierte überraschend, dass dem Spiel ein kostenloses Lösungsheft beilag. Er begründete seine Kritik damit, dass „willensschwache“ Spieler geneigt wären, das Lösungsheft zu nutzen, was die Spielzeit und damit den Wert des Spiels verkürzen würde.

### Retrospektive Betrachtung
Der Ludohistoriker Jimmy Maher urteilte über den Buch und Spiel zu Grunde liegenden Plot, dieser biete „jedem Schriftsteller mit ein bisschen Space-Opera-Geist im Blut ein Universum an Möglichkeiten“. Trotz seines „zerfahrenen“ Entstehungsprozesses sei Gateway ein „großes, üppiges, gründlich poliertes“ Spiel, in dem es viel zu sehen und zu tun gäbe und das eine gelungene Balance zwischen Vorantreiben der Handlung und freiem Explorationsmodus biete. Das Design der Rätsel sei sehr sorgfältig auf „fair“ getrimmt, so dass sich das Spiel wie ein Buch anfühle, das man an einem Sommertag unkonzentriert, aber mit Genuss am Strand lese. Maher stellte heraus, dass das Spieldesign deshalb gelungen sei, weil Verdu alle komplexen psychologischen, Schuld und Verantwortung auslotenden Hintergründe des Romans samt seines vom Pech verfolgten Protagonisten über Bord geworfen und sich stattdessen auf die Grundlagen der Spielwelt konzentriert hätte. Gateway sei als Adaption der unausgegorenen Romanvorlage ein Fehlschlag, als eigenständiges Spiel aber eine „übermütige Erfolgsstory“. Das Fachmagazin Adventure Classic Gaming zeigte 1998 rückblickend auf, dass Gateway zum Zeitpunkt seines Erscheinens vom Publikum unterschätzt worden, nach und nach aber zum „Sleeper hit“ herangereift sei. Das Spiel sei gut gestaltet, mache Spaß und gehöre im Segment der Literaturadaptionen zu den besten erhältlichen Spielen. ACG monierte, dass das Geschlecht des Spielers festgelegt sei, obwohl es im Spiel selbst keine Rolle spiele. Hardcore Gaming 101 bezeichnete das Spiel als typische, „unbeschwerte“, wenn auch für Legend-Verhältnisse überraschend humorlose Space Opera, was im Gegensatz zur eher düsteren, thematisch fokussierten Romanvorlage stehe. Die Rätsel wirkten mitunter gekünstelt und seien größtenteils nicht übermäßig anspruchsvoll. In Summe sei Gateway durchaus einen Versuch wert, könne aber mit dem Niveau der Romanvorlage nicht mithalten.

### Auszeichnungen
Gateway wurde 1992 vom Games Magazine für die Kategorie „Adventure“ des jährlichen Preises „Game of the Year“ nominiert.